# Petra Nettelbeck
|  | Per a altres significats, vegeu «Petra Krause (desambiguació)». |

Petra Nettelbeck (nascuda Petra Krause, Hamburg, 12 de desembre de 1939 - finals de juny primer de juliol de 2017)) va ser entre 1962 i 1967 locutora de televisió a la NDR d'Hamburg, així com actriu i editora.

## Vida i carrera professional
Petra Krause tenia 21 anys i treballava com a venedora de llibres, quan el 17 de febrer de 1961 va saltar des del dormitori del seu apartament a la quarta planta d'un edifici d'apartaments a l'Adalbertstraße de Múnic, suposadament a causa de mal d'amor, però probablement fou per una depressió profunda. Ella mai en va parlar.
Petra Krause va sobreviure però quedà paraplègica. El presentador dels esports i el cap de cabaret (Lach- und Schießgesellschaft) Sammy Drechsel la va descobrir i la van contractar com a successora de la seva promesa Irene Koss per la NDR. Durant el seu primer any com a locutor de televisió, el públic no sabia que era paralítica. Al febrer de 1964 Petra Krause va conèixer al periodista i crític de cinema Uwe Nettelbeck al Festival de Cinema d'Oberhausen, i poc després es van casar a Hamburg.
El 1964 Petra Krause va actuar amb el paper principal a la pel·lícula Der Damm de Vlado Kristl.
El 1965 va néixer la seva primera filla, i el 1966 la seva segona filla Sandra Nettelbeck que avui és una reconeguda directora i guionista de cinema.
La família es va traslladar inicialment d'Hamburg al poble de Luhmühlen. Van fundar una editorial i van publicar la revista Die Republik. Més tard, Nettelbeck i el seu marit es traslladaren a França.

## Premis
- 1964: premis Ondas 1964 a Barcelona com a presentadora de televisió estrangera més popular
- 1964: Bravo Otto de plata com a estrella de televisió femenina més popular
- 1965: Bravo Otto d'Or
- 1966: Bravo Otto d'Or

## Filmografia
- 1964 Der Damm (com a actriu; director: Vlado Kristl)
- 1968 Besonders wertvoll (com a productora)
- 1976–1978 Der kleine Godard an das Kuratorium Junger Deutscher Film (com a actriu)
- 1988 Die Wiese der Sachen (actriu)
- 2002–2004 E.K.G. Expositus – Die öffentlichen und die künstlerischen Medien (actriu)